# Robert de Sourdeval
Robert de Sourdeval (en latin : Robertus de Surdavalle, Robertus de Surdovalle ; en italien : Roberto di Sordavalle), dit aussi Robert de Sourval, est un aventurier normand de la seconde moitié du XIe siècle qui s'illustra notamment en Sicile contre les musulmans, aux côtés de Roger de Hauteville, ainsi que lors de la Première croisade, aux côtés du Prince Bohémond.

## Biographie
Robert de Sourdeval est un seigneur originaire de l'ouest du duché de Normandie, de Sourdeval, petite cité de la région d'Avranches.
Comme nombre de ses compatriotes normands, il s'exile dans le sud de l'Italie à une date inconnue où on le retrouve aux côtés de Roger de Hauteville, 1er comte de Sicile, dans sa conquête de l'île sur les Arabes du sultan Tamim ben al-Muizz. En effet, lorsque Roger doit quitter la Sicile pour se rendre sur le continent régler quelques affaires, Robert de Sourdeval assiste avec un certain Élie Cartomi (un sarrasin converti), Jourdain de Hauteville, fils aîné (bâtard) de Roger dans les opérations militaires. C'est ainsi qu'en 1081, en l'absence de Roger, il s'empare de la cité de Catane, aux côtés d'Élie et de Jourdain. Avant la prise de la cité sur l'émir Benavert, une furieuse bataille s'engage dans les environs où les 160 chevaliers normands (aidés probablement par un contingent de fantassins calabrais) conduits par Jourdain, Robert et Élie, réussissent, après un violent et difficile combat (Élie Cartomi meurt dans la bataille), à vaincre plusieurs milliers de fantassins et cavaliers musulmans (chiffre peut-être exagéré). Suivra un grand massacre tandis que l'émir Benavert parviendra à sauver sa tête et à fuir avec très peu d'hommes.
Robert de Sourdeval participe plus tard à la croisade, s'embarquant en 1097 pour la Terre sainte parmi les troupes italo-normandes dirigées par le prince Bohémond de Tarente, fils de Robert Guiscard et neveu du comte Roger de Sicile. Il prend probablement part à la prise d'Antioche par les forces de Bohémond (2 juin 1098), où il souscrit le 14 juillet de la même année, le diplôme par lequel Bohémond accorde aux marchands génois un marché avec l'église St-Jean et 30 habitations.
Il meurt à une date inconnue.
Dans le premier tiers du XIIe siècle, un parent de Robert (peut-être son fils ?), Samson de Surdavalle, est cité comme témoin des conventions passées en janvier 1128 entre le duc normand Roger II d'Apulie (le futur roi Roger II de Sicile) et le comte Raimond-Bérenger III de Barcelone. À la même époque, dans la principauté d'Antioche (d'origine normande), on trouve un certain Gauthier de Sourdeval (mort après le 10 mai 1154), connétable d'Antioche (Gualterius de Surdavalle constabularius, Robertus filius…).
Dans le duché de Normandie, on trouve dans la seconde moitié du XIIe siècle un certain Rualon de Sourdeval, cité comme témoin dans une charte de Richard, évêque d'Avranches, signée entre 1171 et 1182.

## Héraldique
D'après un sceau de cire rouge à ses armes, figurant sur un acte de 1568 conservé à la bibliothèque royale, Robert de Sourdeval portait « de … fretté de …, au canton plein », dont les couleurs sont restées inconnues.
Les armes de la commune de Sourdeval, « d'or fretté de sable au franc-quartier du même », reprennent ce blasonnement :

## Sources primaires
- Geoffroi Malaterra
- Guillaume de Tyr
- Salles des Croisades